# Piotr Puszkarski
Piotr Puszkarski (Warschau, 31 december 1985) is een Pools oud-langebaanschaatser. Zijn specialiteiten waren de 1000 en 1500 meter.

## Carrière
Piotr Puszkarski deed mee aan de wereldkampioenschappen schaatsen junioren 2005 in Finland en werd daar 35e in het allroundtoernooi en tiende in de ploegenachtervolging. Het seizoen erop reed hij een wereldbekerwedstrijd voor de ploegenachtervolging. In het seizoen 2007/2008 reed hij enkele wereldbekerwedstrijden op de 1000 en 1500 meter, maar kwam niet verder dan de achterhoede van de B-groep.
Op landelijk niveau won Puszkarski in 2005 en 2014 brons op de Poolse kampioenschappen schaatsen allround, in 2009 en 2012 brons bij de Poolse kampioenschappen schaatsen sprint en ook vier medailles op de Poolse kampioenschappen schaatsen afstanden.
Verder deed Puszkarski mee aan wedstrijden als de Challengers Cup, het schaatsen op de Winteruniversiade 2007 en het schaatsen op de Winteruniversiade 2009.

## Resultaten
| Jaar      | EK Allround             | WK Allround             | WK Junioren                              |
| --------- | ----------------------- | ----------------------- | ---------------------------------------- |
| 2005      |                         |                         | 35e (36e, 35e, 29e, -) 10e achtervolging |
| 2006-2013 |                         |                         |                                          |
| 2014      | NC18 (10e, 22e, 18e, -) | NC24 (24e, 22e, 17e, -) |                                          |
| 2015      | NC12 (12e, 14e, 13e, -) |                         |                                          |
| 2016      | DQ3 (10e,19e, DQ, -)    |                         |                                          |